# バカイェ・ディバッシ
バカイェ・ディバッシ（Bakaye Dibassy、1989年8月11日 - ）は、マリのサッカー選手。ポジションはDF。ミネソタ・ユナイテッドFC所属。マリ代表。

## 経歴

### 代表歴
マリにルーツを持っている。2018 FIFAワールドカップ・アフリカ予選の2017年9月1日のモロッコ代表戦にてA代表デビュー。